# Nicolae Bălcescu (Bacău)
Nicolae Bălcescu is een Roemeense gemeente in het district Bacău.
Nicolae Bălcescu telt 9388 inwoners.